# Valentin Boreïko
Pour les articles homonymes, voir Boreïko.
Valentin Vassilievitch Boreïko (en russe : Валентин Васильевич Борейко), né le 27 novembre 1933 à Léningrad et mort le 27 décembre 2012, est un rameur et entraîneur d'aviron soviétique.

## Biographie
Aux Jeux olympiques de 1960, Valentin Boreïko devient champion olympique en deux sans barreur aux côtés de Oleg Golovanov.

### Palmarès

#### Aviron aux Jeux olympiques
- 1960 à Rome,  Italie
  -  Médaille d'or en deux sans barreur

#### Championnats du monde d'aviron
- 1962 à Lucerne,  Suisse
  -  Médaille d'argent en deux sans barreur

#### Championnats d'Europe d'aviron
- 1959 à Mâcon,  France
  -  Médaille d'argent en deux sans barreur